# Barthélemy Vieillevoye
Joseph Barthélemy Vieillevoye (* 4. Februar 1798 in Verviers, Département Ourthe; † 30. Juli 1855 in Lüttich, Provinz Lüttich, Belgien) war ein belgischer Historien- und Porträtmaler sowie Hochschullehrer.

## Leben

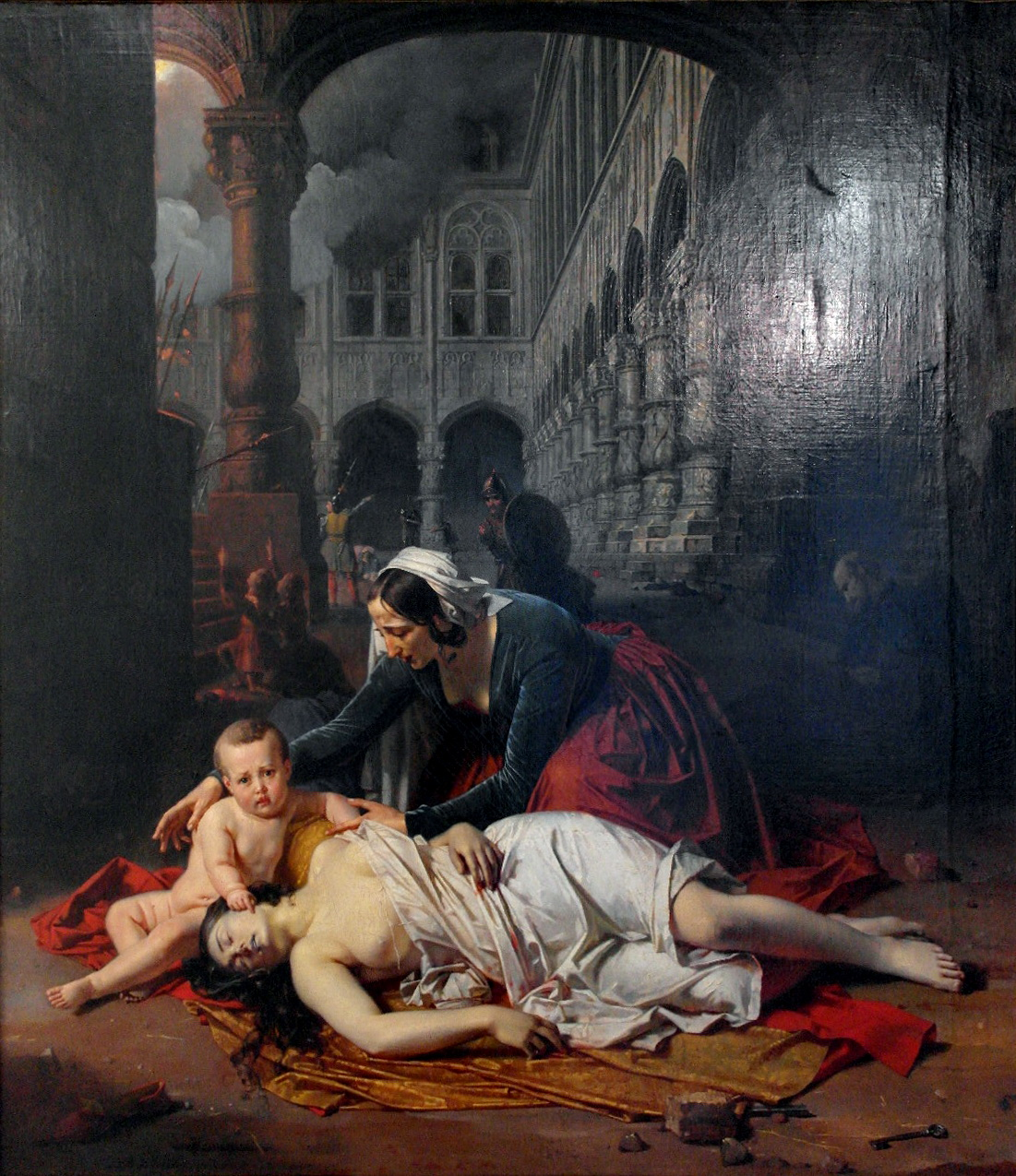
Eine Episode aus der Belagerung Lüttichs durch Karl den Kühnen im Jahre 1468, 1842

Vieillevoye war Schüler der Kunstakademie Antwerpen unter Mathieu Ignace van Brée. 1824 hielt er sich in Paris auf. Tätig war er in Antwerpen und Verviers. 1836 wurde er zum Direktor der Académie royale des beaux-arts de Liège berufen. 1856 wurde August Chauvin dort sein Nachfolger.
Vieillevoye gehörte zu den Lütticher Malern, die das von Gustave Wappers und Louis Gallait in Belgien eingeführte nationalromantische „grand genre“ der Historienmalerei vertraten. Ein Hauptwerk seines Schaffens ist das 1842 gemalte Historienbild Eine Episode aus der Belagerung Lüttichs durch Karl den Kühnen im Jahre 1468.
Leopold I. ließ ihn als Ritter in den Leopoldsorden aufnehmen.